# Моріс Коттене
Моріс Коттене (фр. Maurice Cottenet, 11 лютого 1895, Париж — 6 квітня 1972, Канни) — французький футболіст, що грав на позиції воротаря. По завершенні ігрової кар'єри — тренер.
Виступав, зокрема, за клуби «Олімпік» (Париж) та «Канн», а також національну збірну Франції.

## Клубна кар'єра
У дорослому футболі дебютував виступами за команду «Ренсі Спортс».

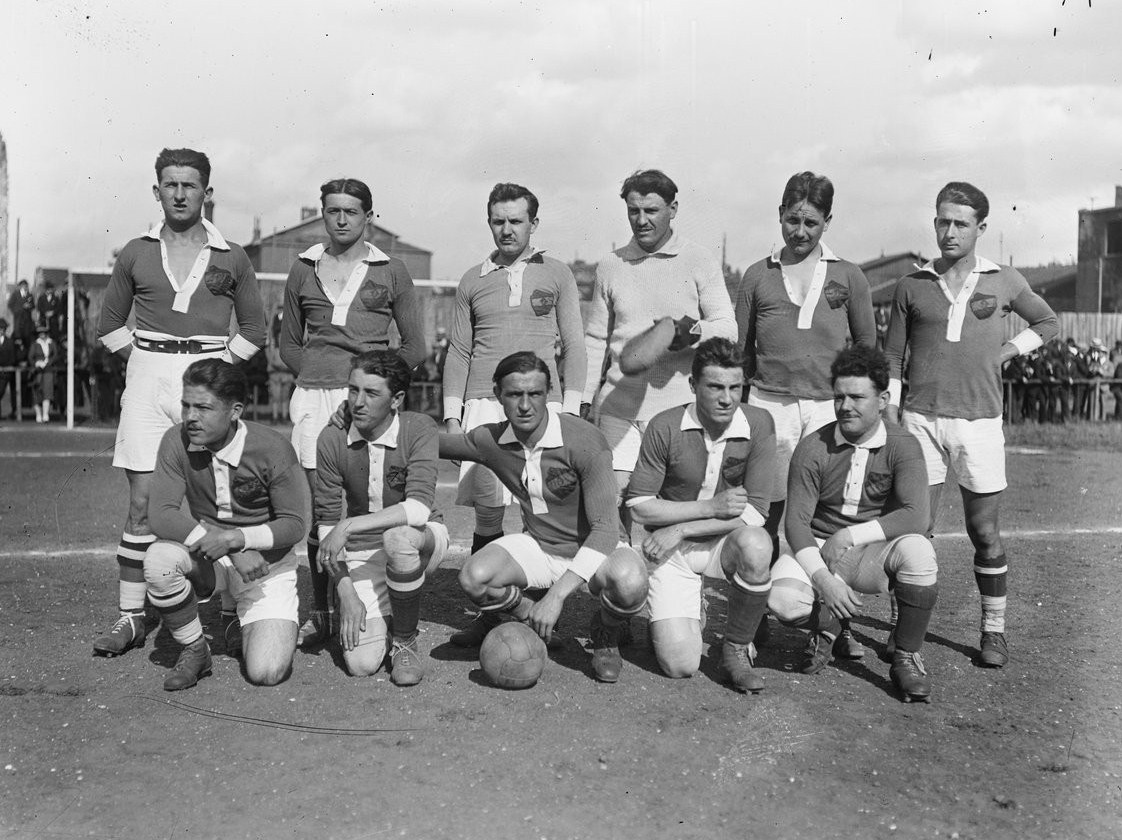
«Олімпік» у 1920 році. Коттене в світлій воротарській формі

Своєю грою за цю команду привернув увагу представників тренерського штабу клубу «Олімпік» (Париж), до складу якого приєднався 1920 року. Відіграв за команду з Парижа наступні шість сезонів своєї ігрової кар'єри. В складі «Олімпіка» ставав переможцем чемпіонату Парижа і володарем Кубка Парижа. В 1921 році став фіналістом Кубка Франції. «Олімпік» поступився у фіналі паризькому клубу «Ред Стар» з рахунком 1:2.
1926 року уклав контракт з клубом «Канн», у складі якого провів наступний рік своєї кар'єри гравця.
Після цього також виступав у Алжирі в командах «Ресінг» (Алжир) і «АС Бон».

## Виступи за збірну
1920 року дебютував в офіційних матчах у складі національної збірної Франції. У складі збірної був учасником футбольного турніру на Олімпійських іграх 1924 року у Парижі. Щоправда, Моріс був запасним воротарем у П'єра Шеріге
Загалом протягом кар'єри в національній команді, яка тривала 8 років, провів у її формі 18 матчів.

## Кар'єра тренера
Розпочав тренерську кар'єру 1936 року, очоливши тренерський штаб клубу «Кан».
1938 року став головним тренером команди «Канн», тренував команду з Канн один рік.
Останнім місцем тренерської роботи був клуб «Сет», головним тренером команди якого Моріс Коттене був з 1945 по 1946 рік.
Помер 6 квітня 1972 року на 78-му році життя у місті Канни.

## Титули і досягнення
- Фіналіст Кубка Франції (1):

«Олімпік» (Париж): 1920–1921
- Переможець Чемпіонату Парижу (3):

«Олімпік» (Париж): 1921, 1923, 1924
- Володар Кубка Парижу (1):

«Олімпік» (Париж): 1923
| Дата       | Місто    | Господарі | Результат | Гості      | Турнір           | Голи | Примітки |
| ---------- | -------- | --------- | --------- | ---------- | ---------------- | ---- | -------- |
| 18/01/1920 | Мілан    | Італія    | 9 – 4     | Франція    | товариський матч | -    |          |
| 05/04/1920 | Руан     | Франція   | 0 – 5     | Англія     | товариський матч | -    |          |
| 05/05/1921 | Париж    | Франція   | 2 – 1     | Англія     | товариський матч | -    |          |
| 13/11/1921 | Париж    | Франція   | 0 – 5     | Нідерланди | товариський матч | -    |          |
| 28/10/1923 | Париж    | Франція   | 0 – 2     | Норвегія   | товариський матч | -    |          |
| 04/06/1924 | Коломб   | Франція   | 0 – 1     | Угорщина   | товариський матч | -    |          |
| 11/11/1924 | Брюссель | Бельгія   | 3 – 0     | Франція    | товариський матч | -    |          |
| 22/03/1925 | Турин    | Італія    | 7 – 0     | Франція    | товариський матч | -    |          |
| 19/04/1925 | Париж    | Франція   | 0 – 4     | Австрія    | товариський матч | -    |          |
| 11/04/1926 | Париж    | Франція   | 4 – 3     | Бельгія    | товариський матч | -    |          |
| 18/04/1926 | Коломб   | Франція   | 4 – 2     | Португалія | товариський матч | -    |          |
| 25/04/1926 | Коломб   | Франція   | 1 – 0     | Швейцарія  | товариський матч | -    |          |
| 30/05/1926 | Відень   | Австрія   | 4 – 1     | Франція    | товариський матч | -    |          |
| 13/06/1926 | Коломб   | Франція   | 4 – 1     | Югославія  | товариський матч | -    |          |
| 20/06/1926 | Брюссель | Бельгія   | 2 – 2     | Франція    | товариський матч | -    |          |
| 24/04/1927 | Коломб   | Франція   | 3 – 3     | Італія     | товариський матч | -    |          |
| 22/05/1927 | Коломб   | Франція   | 1 – 4     | Іспанія    | товариський матч | -    |          |
| 12/06/1927 | Будапешт | Угорщина  | 13 – 1    | Франція    | товариський матч | -    |          |
| Усього     |          | Матчів    | 18        |            | Голів            | -60  |          |